# Georg Schallermair
Georg Schallermair, född 29 december 1894 i Hebertshausen, död 7 juni 1951 i Landsberg am Lech, var en tysk SS-Hauptscharführer och dömd krigsförbrytare.

## Biografi
Schallermair var under andra världskriget Rapportführer i Mühldorf, ett av Dachaus satellitläger. Enligt ögonvittnen slog Schallermair egenhändigt ihjäl interner. Efter kriget ställdes Schallermair inför rätta för brott mot mänskligheten, befanns skyldig, dömdes till döden och hängdes. 
Schallermair tillhörde de sju sista tyska krigsförbrytarna som avrättades av de allierade efter andra världskriget. Tillsammans med Paul Blobel, Werner Braune, Erich Naumann, Otto Ohlendorf, Oswald Pohl och Hans Schmidt hängdes han den 7 juni 1951.

### Webbkällor
- ”Die letzten Sieben Hingerichteten” (på tyska). Europäische Holocaustgedenkstätte Stiftung. Arkiverad från originalet den 4 oktober 2014. https://www.webcitation.org/6T4t91Gau?url=http://www.buergervereinigung-landsberg.de/kriegsverbrecher/Hingerichteten.pdf. Läst 4 oktober 2014.
- ”GERMANY: Slow Trip to the Gallows” (på engelska). TIME Magazine. 4 juni 1951. ISSN 0040-781X. http://www.time.com/time/magazine/article/0,9171,858077,00.html. Läst 4 januari 2013.
- ”Seven German War Criminals Executed” (på engelska). The Canberra Times. 8 juni 1951. Arkiverad från originalet den 4 januari 2013. https://www.webcitation.org/6DQXmgbYm?url=http://trove.nla.gov.au/ndp/del/article/2830584. Läst 4 januari 2013.